# 模式

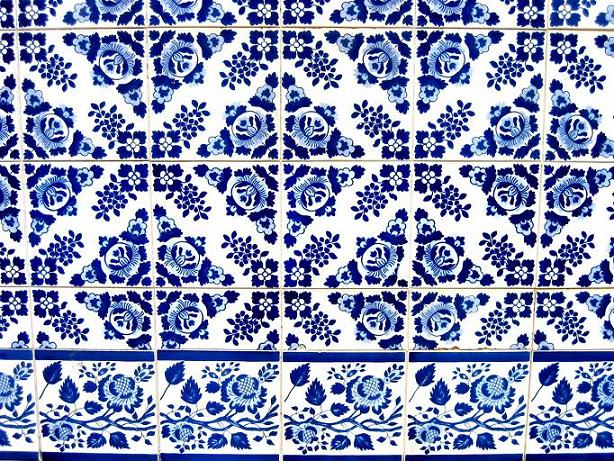
裝飾性圖案形成的視覺模式。

模式（英語：pattern），是存在於人們感知到的世界、人造設計或抽象思想中的規律。因此，模式的元素以可預測的方式重複。幾何圖案是一種由幾何形狀形成的模式，通常像壁紙設計一樣重複。
任何感官都可以直接觀察模式。相反，科學、數學或語言中的抽象模式可能只有透過分析才能觀察到。實踐中的直接觀察，意味著看到在自然界和藝術中普遍存在的視覺模式。自然界中的視覺模式通常是混亂的，很少完全重複，並且經常涉及分形。自然圖案包括螺旋、曲折、波浪、泡沫、密鋪、裂縫，以及由旋轉和反射的對稱性產生的圖案。模式有一個潛在的數學結構；事實上，數學可以被看作是對模式規律的探索，任何函數的輸出都是一個數學模式。同樣在科學中，各種理論都在試圖解釋和預測現實世界中的規律。
在藝術和建築中，裝飾或視覺圖案可以透過組合和重複以形成設計，以對於觀看者產生特定的效果。在計算機科學中，軟體設計模式是對一類編程問題的已知解決方案。在時尚界，圖案是用於創造任意數量的類似服裝的模板。
在模式之中，某些固定的元素不斷以可預測的方式週期性重現。最基本而常見的模式，稱為密鋪，具備重複性以及週期性兩大特徵。找尋出固定模式是人類基本的認知功能之一。